# Poecilopsis obenbergeri
Poecilopsis obenbergeri là một loài bướm đêm trong họ Geometridae.